# 索科利斯科耶區

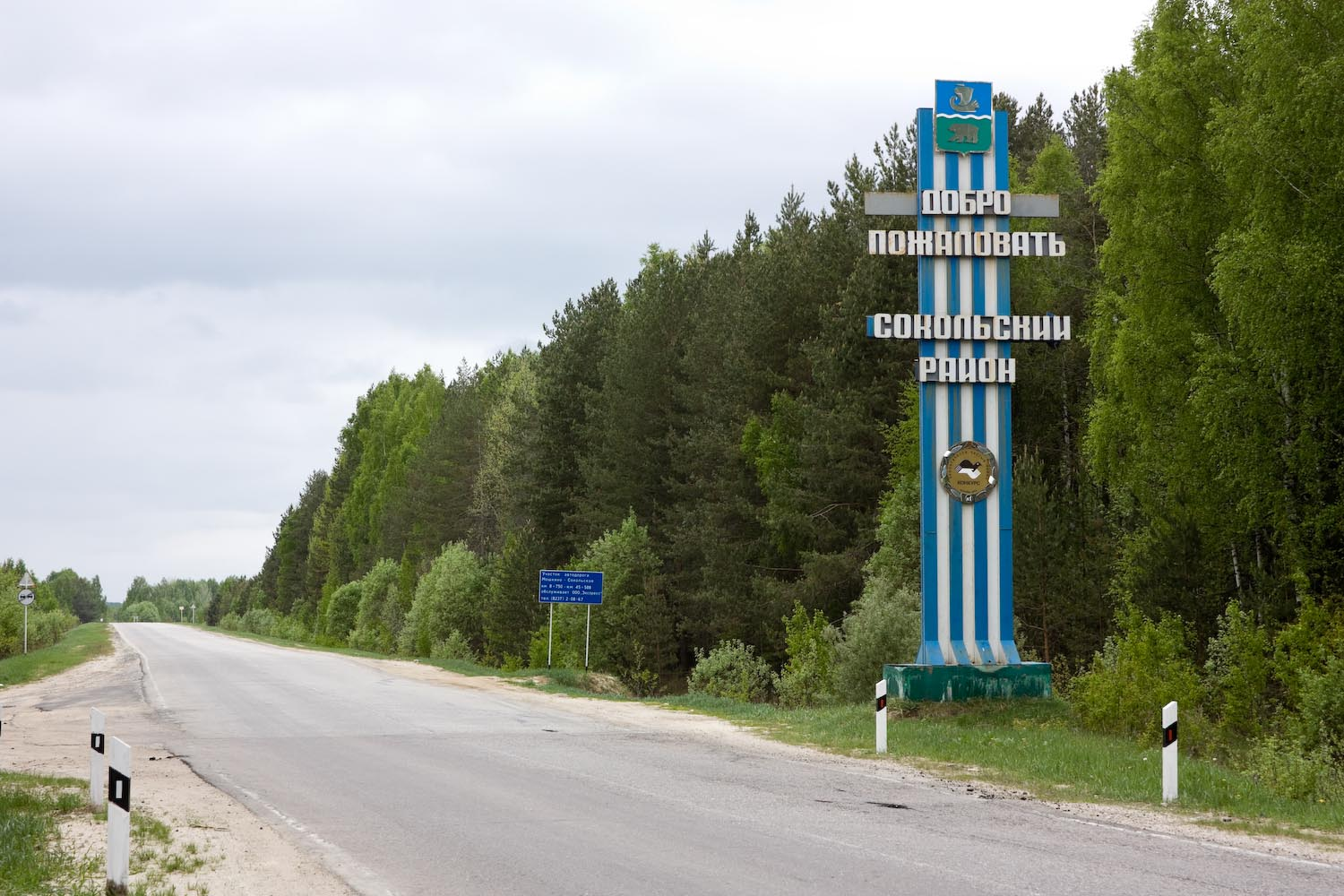

57°08′39″N 43°09′45″E / 57.14417°N 43.16250°E
索科利斯科耶區（俄语：Сокольский район），是俄羅斯的一個區，位於該國西部，由下諾夫哥羅德州負責管轄，面積1,981.4平方公里，2010年人口14,139，人口密度每平方公里7.14人。1994年前隶属于伊万诺沃州。